# Stazione di Boiano
Stazione di Boiano vasútállomás Olaszországban, Molise régióban, Bojano településen.

## Vasútvonalak
Az állomást az alábbi vasútvonalak érintik:
- Termoli–Venafro-vasútvonal

## Kapcsolódó állomások
A vasútállomáshoz az alábbi állomások vannak a legközelebb: 
- San Polo Matese railway halt
- Stazione di Cantalupo del Sannio-Macchiagodena